# Михайловка (Костырёвское сельское поселение)
Михайловка — деревня в Рославльском районе Смоленской области России. Входит в состав Костырёвского сельского поселения. Население — 21 житель (2007 год). 
Расположена в южной части области в 23 км к северо-востоку от Рославля, в 6 км южнее автодороги Р137 Сафоново — Рославль, на берегу реки Липовка. В 23 км юго-западнее деревни расположена железнодорожная станция Остёр на линии Смоленск — Рославль. 

## История
В годы Великой Отечественной войны деревня была оккупирована гитлеровскими войсками в августе 1941 года, освобождена в сентябре 1943 года.